# Chuyến đò vĩ tuyến
"Chuyến đò vĩ tuyến" là bài hát nhạc vàng của nhạc sĩ Lam Phương, nội dung liên quan tới cuộc di cư năm 1954.

## Xuất xứ
Năm 1956, nhạc sĩ Lam Phương bắt đầu sáng tác một loạt ca khúc về đề tài dòng người di cư từ miền Bắc vào miền Nam năm 1954. Trong đó có: Nắng đẹp miền Nam (lời Hồ Đình Phương), Kiếp nghèo, Đoàn người lữ thứ... và tiêu biểu nhất là bài Chuyến đò vĩ tuyến với giai điệu Rumba Lente. Bài hát được quần chúng yêu thích, đặc biệt là những người di cư từ Bắc vào.

## Nội dung
Bài hát là lời tự sự của một cô gái trên con đò chở người yêu vượt sông Bến Hải vào miền Nam trong đêm. Lời nhạc bắt đầu bằng những hình ảnh xúc động "sương khuya rơi thắm ướt đôi mi", "vượt rừng vượt núi đến đầu làng, đò em trong đêm thâu sẽ đưa chàng sang vĩ tuyến"... Cuối cùng chỉ còn những tiếng hò nhỏ dần trong đêm "hò ơi, ơi hò..." và ước muốn "hồn đắm say chờ đón ngày anh về sưởi lòng nhau".

## Ca sĩ thể hiện
Nữ ca sĩ thể hiện thành công nhất là Hoàng Oanh. Tên bài hát được chọn làm nhan đề cho nhiều CD, ví dụ như trong Hoàng Oanh - The best of. của trung tâm Asia, CD 40 năm âm nhạc Lam Phương 2 của trung tâm Thúy Nga, hay bộ 4 đĩa tiếng hát Giao Linh của trung tâm Làng Văn. Đồng thời, trong chương trình Paris By Night 88: Đường Về Quê Hương với chủ đề nhạc Lam Phương 3, nhạc phẩm này được ca sĩ Tâm Đoan trình bày lại, cũng như được Hoàng Oanh hát để mở màn cho chương trình Asia 65 - 55 Năm Nhìn Lại Ngoài ra, Chuyến đò vĩ tuyến còn được nhiều ca sĩ nổi tiếng khác thu âm, điển hình như Thanh Tuyền, Hương Lan, Phi Nhung, Như Quỳnh...